# 馬德里·馬士基號
馬德里·馬士基號（丹麥語：Madrid Mærsk）為世界第10大貨櫃輪，由南韓的大宇造船建造，全長399.9米（1,312英尺0英寸），寬58.6米（192英尺3英寸），吃水16.028米（52英尺7.0英寸），其容量為20568 TEU，與另外10艘姊妹船一同打破於2017年3月下水的MOL Triumph所創下的20170 TEU最大容量紀錄（隨後在5月被OOCL Hong Kong以21413 TEU打破）。馬德里·馬士基號註冊於丹麥，於2015年11月20日動工，2016年12月10日完工，2017年4月7日交付並投入服務。
馬德里·馬士基號的航線為2M Alliance的AE2，由青島市出發、釜山港、寧波市、鹽田區、丹絨柏勒巴斯港、經蘇伊士運河、鹿特丹港、菲力斯杜港、安特衛普港、菲力斯杜港、安特衛普港、鹿特丹港、阿爾赫西拉斯港、再經蘇伊士運河、新加坡港、香港、上海市、釜山港，最終抵達寧波市，航運週期為92天。